# Forderungskatalog der Sechziger
Der Forderungskatalog der Sechziger, einer Gruppe von sechzig Bürgern, die gemeinsam mit dem Rat Lüneburg regierten, wurde vermutlich Ende November 1454 erstellt und war an den neuen Rat gerichtet.
In diesem Katalog forderten die Sechziger mehr Einfluss in verschiedenen Bereichen des öffentlichen Lebens der Stadt.
Eine Beschränkung der Macht des Rates und verstärkte Kontrolle über Finanzen und alle Entscheidungen des Rates, die Stadt und Land betrafen, sollten erreicht werden.
Dafür forderten die Sechziger ein allgemeines Mitspracherecht, zukünftig sollte ihre Zustimmung stets notwendig sein. Außerdem verlangten sie eine veränderte Zusammensetzung des Rates; keine Verwandten, Personen sollten ihm zur selben Zeit angehören dürfen. Auch für die Wahl der Bürgermeister wurden neue Richtlinien gefordert.
Des Weiteren wollten die Sechziger für mehr rechtliche Sicherheit der Bürger im Fall eines Prozesses sorgen. Willkür sollte verhindert und unnötige Härte verboten werden.
Auch bei der Herstellung von Bier, einem der wichtigsten Güter der Stadt Lüneburg, forderten die Sechziger Einschränkungen, um allen die gleichen Chancen zu geben. 
Zusammenfassend kann der Forderungskatalog als erster Schritt zu mehr Fairness und Gleichbehandlung im öffentlichen Leben in Lüneburg bezeichnet werden.

## Rechtliche Sicherheit
Als Grundlage der Rechtsprechung wählten die Sechziger den Grundsatz, dass es zu keinem Verfahren kommen konnte, wenn es keinen Kläger gab. Außerdem sollte jeder Angeklagte vor der Urteilssprechung die Möglichkeit haben, sich verteidigen zu lassen. Niemand sollte der Stadt entwiesen werden können, während er in einem Prozess verwickelt war. Nach der dritten Verhandlung musste entschieden werden und ein Prozess durfte sich nicht länger als über drei Monate hinziehen. Wer den Prozess verlor, musste vier Schillinge zahlen. Des Weiteren sollten Menschen nicht eingesperrt werden, wenn sie sich freikaufen konnten und bei Verstößen gegen die vorgegebene Kleiderordnung sollte es nicht sofort zum Prozess kommen, sondern die Person sollte zunächst verwarnt werden. Für eine rechtliche Gleichstellung von Ratsbediensteten und Bürgern sollte gesorgt werden. Hochzeit und Taufe sollten noch vier Wochen lang angefochten werden können.